# Hiro Shimono
Hiro Shimono (下野 紘 Shimono Hiro?,  Tokio, Japón, 21 de abril de 1980) es un actor de voz y cantante japonés, afiliado a I'm Enterprise.
Algunos de sus papeles más conocidos incluyen el de  Tōya "Dabi" Todoroki en My Hero Academia, Akihisa Yoshii en Baka to Test to Shōkanjū, Zenitsu Agatsuma en Kimetsu no Yaiba, Haruka Kasugano en Yosuga no Sora, Syo Kurusu en Uta no Prince-sama y Kokichi Ouma en Danganronpa V3: Killing Harmony

## Carrera
Shimono debutó en 2001 en el videojuego Atelier Lilie: The Alchemist of Salburg 3 como Theo Mohnmeier. En 2002, consiguió su primer rol como actor de voz en un anime televisivo interpretando a Ayato Kamina en RahXephon. El 8 de octubre de 2003, Shimono formó parte de un grupo actoral llamado "ROOT", hasta el 8 de octubre de 2007. El 2 de marzo de 2012, durante la sexta edición de los Seiyū Awards el grupo STARISH ganó el "Premio al mejor cantante". Este grupo es del popular juego y anime Uta no Prince-sama. El mismo está conformado por Shimono, Takuma Terashima, Kenichi Suzumura, Kishō Taniyama, Mamoru Miyano y Junichi Suwabe.

## Filmografía
Lista de los roles interpretados durante su carrera.
Los papeles principales están en negrita.

### Anime
2000
- Daa! Daa! Daa! como Santa Kurosu

2002
- RahXephon como Ayato Kamina
- Wagamama Fairy Mirmo de Pon! como Miren; (ep.67)

2003
- Kaleido Star como Ken Robbins
- Gunparade March: Arata Naru Kougunka como Akane Daisuke

2004
- Keroro Gunso como Mangaka egg; ep. 3, nuevo Mangaka, Masayoshi Yoshiokadaira
- Uta∽Kata como Kiritsuka, Nozomu (ep.5 y 9)
- Samurai Champloo como Un miembro
- Melody of Oblivion como Eran Vitāru
- Rozen Maiden como Estudiante; ep 11

2005
- Cluster Edge como Agate Fluorite
- Fushigiboshi no Futago Hime como Auraa
- Jigoku Shōjo como Yuuji (ep. 15)
- SoltyRei como Yuto K Steel
- Bobobo-bo Bo-bobo como Shibito

2006
- Aria the Natural como Miembro de la banda B (ep. 23)
- Fushigiboshi no Futago Hime Gyu! como Bānā, Aurā
- Gintama como Yuuji
- Tokko como Hiroki Rokujo
- xxxHOLiC como Hombre; ep 9, Transeúnte (ep 1)
- Majime ni Fumajime Kaiketsu Zorori como Niño D, El Barón Kynkira

2007
- Big Windup! como Tajima Yūichirō)
- Ef - a tale of memories como Hiro Hirono
- GeGeGe no Kitarō como Kai
- Nagasarete Airantou como Ikuto Touhouin
- Sketchbook ~full color'S~ como Daichi Negishi; Kuro
- Tokyo Majin como Tatsuma Hiyuu
- Tokyo Majin Gakuen Kenpucho: Tou 2nd Act como Tatsuma Hiyuu
- Ghost Hunt como Sakauchi ep. 14
- D.Gray-man como Shifu

2008
- Ef - a tale of melodies como Hiro Hirono
- Hatenkō Yugi como Kiara (ep. 10)
- Inazuma Eleven como Handa Shin'ichi
- Kannagi: Crazy Shrine Maidens como Jin Mikuriya
- Noramimi como Shigeru (ep. 11)
- Special A como Tadashi Karino
- Soul Eater como (Hero, joven Nakatsukasa Masamune )
- Atashin'chi como estudiante B、AD

2009
- Asura Cryin' como Takuma Higuchi
- Asura Cryin'2 como Takuma Higuchi
- Basquash! como Dan JD
- Fairy Tail como Shō
- Sora Kake Girl como Julio Surre

2010
- Baka to Test to Shōkanjū como Akihisa Yoshii
- Kami Nomi Zo Shiru Sekai como Katsuragi Keima
- Mitsudomoe' como Yabe Satoshi
- Nurarihyon no mago como Kuromaru
- Yosuga no Sora como Haruka Kasugano

2011
- Dragon Crisis! como Ryūji Kisaragi
- Mitsudomoe Zōryōchū! como Yabe Satoshi, Akai Hiro
- Sket Dance como Sasuke Tsubaki
- Oretachi ni Tsubasa wa Nai como Takashi Haneda
- Kami Nomi Zo Shiru Sekai II como  Keima Katsuragi
- Baka to Test to Shōkanjū Ni! como Akihisa Yoshii
- 30-sai no Hoken Taiiku como Hayao Imagawa
- Uta no Prince-sama maji love 1000% como Syo Kurusu
- Ben-To como You Satou
- Applessed XIII como Yoshitsune
- Inazuma Eleven como Kīto raiando
- Crayon Shin-chan como Will
- Gokujou!! Mecha Mote Iinchou Second Collection como Ryoji Mizushima
- Tantei Opera Milky Holmes: Summer Special como rata, Nezu Jiro
- Nurarihyon no Mago: Sennen Makyou como Kuromaru
- Ring ni Kakero 1: Sekai Taikai Hen como Orfeo

2012
- Binbougami Ga! como Momoo Inugami
- Dakara Boku wa, H ga Dekinai como Ryōsuke Kaga
- Sket Dance como Sasuke Tsubaki
- Aoi Sekai no Chuushin de como Tejinlof
- Area no Kishi como Reo Kurebayashi
- Kuroko no Basket como Tanimura Yuusuke, Estudiante A
- Shirokuma Cafe como (Masaki)
- Tantei Opera Milky Holmes Dai 2 Maku como Nezu Jiro, Rata
- Danball Senki W como Hiro Oozora
- Chouyaku Hyakuninisshu: Uta Koi como Yoritsuna Utsunomiya
- Battle Spirits: Heroes como Masaki Igarashi
- Hidamari Sketch × Honeycomb como Romeo
- Crayon Shin-chan como Hermano de la gimnasta

2013
- Senyu como (Alba)
- Senyu Dai 2 Ki como (Alba)
- GJ-bu como (Kyōya Shinomiya)
- Kotoura-San como (Daichi Muroto)
- Karneval como (Nai)
- Saikyou Ginga Ultimate Zero: Battle Spirits como (Miroku)
- Da Capo III como (Kousuke Edogawa)
- Tamako Market como (Mecha Mochimazzi "príncipe")
- Futari wa Milky Holmes como (Rata)
- Hataraku Maō-sama! como (Urushihara Hanzō/Lucifer)
- Shingeki no Kyojin como (Connie Springer)
- Uta no Prince-sama Maji Love 2000% como (Syo Kurusu)
- Kami Nomi Zo Shiru Sekai: Megami-Hen como ( Keima Katsuragi)
- Machine-Doll Wa Kizutsukanai como ( Raishin Akabane)
- Log Horizon como (Soujirou Seta)
- Diamond no Ace como (Norifumi Kawakami)
- Tokyo Ravens como (Tenma Momoe)

2014
- Z/X Ignition como  Asuka Tennōji
- Tonari no Seki-kun como Seki Toshinari/"Seki-kun"
- Toaru Hikūshi e no Koiuta como Noriaki Katsuwabara
- Nobunaga The Fool como Marcus Junius Brutus
- Wake Up, Girls! como Oota Kuniyoshi
- Baby Steps como (Yukichi Fukazawa)
- Saikyou Ginga Ultimate Zero: Battle Spirits como Miroku
- Magimoji Rurumo como Nishino)
- Donten ni Warau como Takeda Rakuchou
- Kaitou Joker como Spade
- Akatsuki no Yona como Zeno
- Log Horizon 2 como Soujirou Seta
- Ookami shoujo to kuro ouji como Actor de la película
- Fuusen Inu Tinny como Chitasu

2015
- Durarara!!x2 Shou como Aoba Kuronuma
- Uta no Prince-sama Maji Love Revolutions como Syo Kurusu
- Akatsuki no Yona como Zeno
- Kamisama Hajimemashita 2 como Yatori
- Etotama como Takeru Amato, Rey izumi - Onsen king)
- Tokyo Ghoul √A como Naki
- Ameiro Cocoa como Aoi Tokura
- Baby Steps 2 como Yukichi Fukazawa
- K :Return of Kings como Kotosaka
- Junjō Romantica  3 como Mizuki Shiiba
- Jitsu wa watashi wa como Shimada

2016
- Berserk como Isidro
- Joker Game como Miyoshi
- Musaigen no Phantom World como Ichijo Haruhiko
- Prince of Stride como Ayumu Kadowaki
- Scared Rider Xechs como Hiro Kuruma
- Servamp como Misono Alicein

2017
- ACCA: 13-ku Kansatsu-ka como Jean Otus
- Boku no Hero Academia 2 como Dabi
- Sakura Quest como (Yamada)
- Shingeki no Kyojin 2 como Connie Springer
- Shōkoku no Altair como Elbach
- Tsurezure Children como Takao Yamane
- Yowamushi Pedal New Generation como Kaburagi Issa

2018
- Yowamushi Pedal Glory Line como Kaburagi Issa
- Shingeki no Kyojin 3 como Connie Springer[2]
- Boku no Hero Academia 3 como Dabi
- Tada-Kun wa Koi wo Shinai como Kentaro Yamashita
- SwordGai the Animation como Marcus Lithos

2019
- Dōkyonin wa Hiza, Tokidoki, Atama no Ue. como Atsushi Kawase
- Kimetsu no Yaiba como Zenitsu Agatsuma
- Isekai Cheat Magician como Cassim[3]
- Boku no Hero Academia 4 como Dabi
- Africa no Salaryman como Toucan
- Kawaikereba Hentai demo Suki ni Natte Kuremasuka? como Keiki Kiryū

2020
- Shingeki no Kyojin The Final Season Parte 1 como Connie Springer
- Peter Grill to Kenja no Jikan como Peter Grill
- Munō na Nana como Nanao Nakajima[4]
- Kimetsu no Yaiba Mugen Ressha-hen como Zenitsu Agatsuma

2021
- Black clover como Nacht Faust
- Boku no Hero Academia 5 como Dabi
- Bakuten!! como Nagayoshi Onagawa
- Meikyuu Black Company como Wanibe
- Tokyo Revengers como Rindō Haitani
- Kobayashi-san Chi no Maid Dragon como Taketo Aida

2022
- Koroshi Ai  como Son Ryang-ha
- RWBY: Hyousetsu Teikoku como Jaune Arc
- Hataraku Maō-sama como Hanzō Urushihara/Lucifer
- One Piece  como Kozuki Momonosuke (adulto)

2023
- Higeki no Genkyō to naru Saikyō Gedō Last Boss Joō wa Min no tame ni Tsukushimasu como Alan
- Kimetsu no Yaiba: Katanakaji no Sato-hen como Zenitsu Agatsuma
- Blue Lock como Julian Loki
- The Marginal Service como Cyrus N. Kuga

2024
- Grendizer U como Koji Kabuto
- Kimetsu no Yaiba: Hashira Geikō-hen como Zenitsu Agatsuma

### Web anime.
2012
- Kotōra-san: Haruka no Heya como (Daichi Muroto)

2014
- Gakumon! 〜 Ōkami shōjo wa kujikenai 〜 como (Juzu)
- Shinra Bansho Choco: Tenchi Shinmei no Shou como (Sai)

### OVA, Especiales.
2004
- Kaleido Star: Nuevas Alas, Magnífico Escenario como (Ken Robbins).
- Memories Off 3.5: Omoide no Kanata e como (Kaga shōgo).

2005
- Kaleido Star: La leyenda del Fénix, La Historia de Layla Hamilton como (Ken Robbins).
- Munto 2: Beyond the Walls of Time como (Takashi).

2006
- Kaleido Star: ¡Buenos días! ¡Bueeenos! como (Ken Robbins).
- CLUSTER EDGE Secret Episode como (Fluorite Agate).

2007
- Tsubasa Tokyo Revelations como (Subaru).

2009
- Isekai no Seikishi Monogatari como (Kenshi Masaki).
- Saint Seiya: The Lost Canvas como (Alone/Hades).
- Nodame Cantabile OVA 2 como (Beaudry Lucas).

2010
- Sex Pistols como (Norio Tsubaraya).
- Mobile Suit Gundam Unicorn como (Takuya Irei).
- Fujoshi no Hinkaku como (Shacho).
- Megane na Kanojo como como (Tatsuya Takatsuka).

2011
- Baka to Test to Shōkanjū: Matsuri! como (Akihisa Yoshii).
- Kami Nomi zo Shiru Sekai:4-nin to Idol/Cuatro chicas y una idol como ( Keima Katsuragi).
- Kakko Kawaii Sengen! como (Takachi Ryūsuke)

2012
- Kami Nomi zo Shiru Sekai: Tenri-Hen como (Keima Katsuragi ).
- Hori-san to Miyamura-kun como (Shuu Iura).
- Holy Knight como (Shinta Mizumura).
- Corpse Party: Missing Footage como (Satoshi Mochida).

2013
- Corpse Party: Tortured Souls -Bōgyaku Sareta Tamashii no Jukyō- como (Satoshi Mochida).
- Ua no prince sama Maji Love 2000% Special como ( Syo Kuruso).
- Sket Dance OVA como (Sasuke Tsubaki ).
- Dakara Boku wa, H ga Dekinai OVA como (Ryousuke Kaga).
- Machine-Doll wa Kizutsukanai Specials como (Raishin Akabane).
- Shingeki no Kyojin Recap como (Connie Springer).
- Shingeki no Kyojin Picture Drama como (Connie Springer).
- Senyuu Specials como (Alba).

2014
- Tonari no Seki-kun OVA como (Seki Toshinari/"Seki-kun")
- Zetsumetsu Kigu Shōjo Amazing Twins como (Kazuki).
- Noragami Ova como (Shimeji).
- Shingeki no Kyojin OVA como (Connie Springer).
- GJ-bu@ como (Kyōya Shinomiya).
- Tsubasa to Hotaru como (Hachiya-sempai).

2015
- Kamisama Hajimemashita: Kako-hen como (Sukeroku).

2016
- Akatsuki no Yona: Arco de Zeno como (Zeno).

### Películas
2003
- RahXephon: Pluralitas Concentio como (Ayato Kamina).

2007
- Shin Kyūseishu Densetsu Hokuto no Ken: Raoh-den Gekitō no Shō como (joven Kenshiro).

2008
- The Sky Crawlers como (Piloto).

2009
- Cencoroll como (Tetsu Amamiya).

2010
- Inazuma Eleven: Saikyou Gundan Ogre Shuurai como (Fidio Ardena), (Shinichi Handa).

2012
- Inazuma Eleven Go vs Danball Senki W Movie como (Hiro Oozora).

2014
- Wake Up, Girls! Shichinin no Idol como ( Oota Kuniyoshi).
- Minami no Shima no Dera-chan como (Mecha Mochimazzi "príncipe").
- Cencoroll 2 como (Tetsu Amamiya).
- K MISSING KINGS como (Kotosaka)

2024
- Mobile Suit Gundam SEED Freedom como (Orphee Lam Tao)

### CD Dramas
2016
- Soreike! 2-nen D-gumi Sakuma-sensei como (Miyoshi)

2017
- Kaettekita! 2-nen D-gumi Sakuma-sensei como (Miyoshi)

### Videojuegos
2001
- Atelier Lilie: Salburg's Alchemist 3 como (Theo Mohnmeier).

- Herumīna to Kurusu ~Rirī no Atorie Mou Hitotsu no Monogatari~ como (Theo Mohnmeier)

2003
- Shōjo Yoshitsuneden como (Benkei Musashibō).
- Take Off como (Komiyama Etsuji).
- D→A: BLACK como (Tōya Shinjō)
- RahXephon: Sōkyū Gensōkyoku como (Ayato Kamina).

2004
- Aquakids como (Rei).
- Shadow Hearts 2 como (Kurando Inugami).
- Super Robot Wars MX como (Ayato Kamina).
- Cherry Blossom como (Satsuki Ouse).
- Teikoku Sensenki como (Shu Hishin).

- D→A: White como (Tōya Shinjō).
- Phantom Brave como (Ash).

2005
- Eureka Seven: TR1: New Wave como (Sumner Sturgeon).
- Shikigami no Shiro: Nanayozuki Gensōkyoku como (Rei Kanan).
- Shinigami Shūgyō Hajimemashita como (Akihito Misono).
- Super Robot Taisen MX Portable como (Ayato Kamina).
- STAMP OUT como (Setsuya Suzuki).

2006
- Arabians Lost como (Meissen Hildegarde).
- Aria The Natural: Tooi Yume no Mirage como (Joven Héroe).
- Eureka Seven NEW VISION como (Sumner Sturgeon).
- Chaos Wars como (Kuraudo Inugami, Lal Blanche).
- Quartett! ~THE STAGE OF LOVE~ como (Hans Kurauba).
- Cluster Edge ~Kimi wo Matsu Mirai e no Akashi~ como (Agate Fluorite).
- Spell Down como (Azuma Noboru).
- Tenshō Gakuen Gekkōroku como (Nishina Kiichi).
- Makai Senki Disgaea 2 como (Tarō, Same).
- Mizu no Senritsu 2 - Hi no Kioku como (Yoshiharu Kashiwagi/Fuken).
- Mitsu × Mitsu Drops: Love × Love Honey Life como (Iori Yukiyanagi).
- Wild Arms 5 como (Dean Stark).

2007
- Uwasa no Midori-Kun!! Natsuiro Striker como (Kawasaki Akira).
- Ookiku furikabutte: Hontō no Ace ni naru kamo como (Yūichirō Tajima).
- Super Robot Taisen Scramble Commander the 2nd como (Ayato Kamina).
- Takara Jima Z Barubarosu no Hihou como (Zack).
- Eternal Sonata como (Allegretto).

2008
- Inazuma Eleven como (Handa Shinichi).
- Uwasa no Midori-kun!! 2 Futari no Midori!? como (Kawasaki Akira).
- Crimson Empire ~ Circumstance to serve a noble ~ como (Meissen=Hildegarde).
- Sorayume como (Umi Ketto).
- Ppoi! Hitonatsu no Keiken!? como (Amano Taira/hei).
- Tales of Symphonia: Ratatosk no Kishi como (Emil Castagnier/Ratatosk , Aster).
- Hana Yori Dango: Koiseyo Joshi (Otome)! como (Aoike Kazuya).
- Makai Senki Disgaea 3 como (Almaz von Almandine Adamant, Tarō).
- Monochrome Factor Cross Road como (Inamura Gakuto).
- Last Escort 2 Shinya No Amai Toge como (Reiji).

2009
- Inazuma Eleven 2 Kyōi no Shinryakusha Faia/Burizādo como (Handa Shinichi).
- Sorayume Portable como (Umi Ketto).
- Date ni Gametsui Wake Ja Nee! ~Dungeon Maker Girl's Type~  como (Muneyoshi).
- Danzai no Maria como (Kirito Onbashira).
- Final Fantasy XIII como (Huérfano).
- Phantom Brave Wii como (Ash).
- Bo So Koi Musume como (Kawahori Shiro).
- Makai Senki Disgaea 2 PORTABLE como (Almaz, Tarō, Same, Ash).

2010
- Asuka! Bokura Hoshiakari Koukou Yakyuu-dan como (Narumi Sena).
- Ishin Renka: Ryouma Gaiden como (Toudou Heisuke).
- Inazuma Eleven 3 Sekai e no Chousen!  como (Fideo Ardena).

- Uta no Prince-sama como (Kurusu Syo).

- ef - a fairy tale of the two PS2 Edition como (Hirono Hiro).

- Resonance of Fate como (Zephyr).
- Chaos Rings como (Zhamo).
- Corpse Party Blood Covered Repeated Fear como (Satoshi Mochida).
- Scared Rider Xechs como (Hiro Kurama).
- Tartaros ~Tartarus~ como (Soma).
- Tantei Opera Milky Holmes como (Rata, Nezu Jiro).
- Tenkaichi Sengoku LOVERS DS como (Hideyoshi Hashiba).
- Dengeki no Piroto ~Tenkū no Kizuna~ como (Iegou).
- Trickster como (Koruusu).
- Phantom Brave PORTABLE  como ( Ash ).
- Mahoutsukai to Goshujin-sama New Ground ~Wizard and the master~ como (Meissen=Hildegarde)
- Minna no Tennis Portable como (Van).
- Moujuutsukai to Oujisama como (Lucia).
- Love Root Zero KissKiss Labyrinth como (Chocolat).

2011
- Inazuma Eleven Strikers como (Handa Shinichi, Atena, Fidio Ardena).
- Inazuma Eleven Strikers 2012 Xtreme como (Handa Shinichi, Atena, Fidio Ardena).
- Uta no Prince-sama Sweet Serenade como (Kurusu Syo).
- Uta no Prince-sama Repeat como (Kurusu Syo).
- Uta no Prince-sama MUSIC como (Kurusu Syo).
- Gloria Union como (Ishut, Ashley).
- Corpse Party Book of Shadows como (Satoshi Mochida).
- Scared Rider Xechs-STARDUST LOVERS como (Kurama Hiro).
- 7th dragon 2020.
- Tsukumonogatari como (Kenji Komori).
- Tales of the World: Radiant Mythology 3 como (Emil Castagnier).
- Harukanaru toki no naka de 5 como (Kiryuu Syou).
- Bunmei Kaika Aoiza Ibunroku como (joven Kotobuki Kikaku).
- Makai Senki Disgaea 3 Return como (Almaz von Almandine Adamant).
- Musketeer: Le Sang des Chevaliers como (Constantin).
- Moujuutsukai to Oujisama 〜Snow Bride〜 como (Lucia).
- Moujuutsukai to Oujisama Portable como (Lucia).
- The Last Story como (Yurick/Yuris).

2012
- Inazuma Eleven GO Strikers 2013 como (Handa Shinichi, Atena, Fidio Ardena, Kito Ryand).
- Uta no Prince-sama Debut como (Kurusu Syo).
- Onimusha Soul como (koshō, onikojimayatarō, sakuma nobumori, takeda nobushige, takeda nobutoyo hoka).
- Custom Drive como (Satoru Endo).
- Kan'nou Mukashi Banashi Portable como (Harima Aoyama).
- Corpse Party -THE ANTHOLOGY- Sachiko no Renai Yuugi Hysteric Birthday 2U como (Satoshi Mochida).
- Shinobazu Seven como (Kisaragi Miki).
- 12 Ji No Kane to Cinderella ~Halloween Wedding~ como (Feather).
- 24 Ji No Kane to Cinderella ~Halloween Wedding~ como (Feather).
- Scared Rider Xechs I+ FD Portable como ( Kurama Hiro ).
- Zettai Star como (Soichiro Nagumo).
- D.C.III ~ Da Capo III ~ como (Edogawa Kōsuke)
- D.C.III DASH ~Da Capo III Ver.1.3~ USB memory version como (Edogawa Kōsuke).
- Danzai no Maria: la Campanella como (Kirito Onbashira).
- Tantei Opera Milky Holmes 2 como (Rata, Nezu Jiro).
- Danbōru Senki W como (Oozora Hiro).
- Teiden Shojo to Hanemushi no Orchestra como (Tachibana).
- Tales of the Heroes Twin Brave como (Emil Castagnier).
- Baka to Test to Shoukanjuu Portable como (Akihisa Yoshii).
- Harukanaru toki no naka de 5 Kazahanaki como (Kiryuu Syou).
- Hime Hime Booking como (Momota Asou).
- BLACK WOLVES SAGA -Bloody Nightmare-  como (Richie).
- BLACK WOLVES SAGA -Last Hope-  como (Richie).
- PROJECT X ZONE como (Zephyr).
- Magical School EsperanzaMoujuutsukai to Oujisama 〜Snow Bride〜 Portable como (Lucia)
- Rune Factory 4 como (Kiel).
- Phantasy Star Online 2 como (Afin / Ohza).

2013
- Issho ni Gohan como Toriyama Yousuke
- Uta no Prince-sama All Star como Kurusu Syo
- Uta no Prince-sama MUSIC 2 como Kurusu Syo
- JoJo's Bizarre Adventure: All Star Battle como Secco
- STORM LOVER 2nd como como Isuzu Kazuhisa
- Seishun Hajimemashita! como Kaoru Kasugame
- 7th dragon 2020-II
- D.C.III Plus ~Da Capo III Plus~ como Edogawa Kōsuke
- Danzai no Maria Complete Edition como Kirito Onbashira
- Danbōru Senki W Ultra Custom como Oozora Hiro
- Tales of Symphonia: Unisonant Pack como Emil Castagnier
- Disgaea D como (Ash).
- Dousei Kareshi Series ~Butterfly Gloss~ como Iseya Arata
- NORN9 -Norn + Nonette como Ichinose Senri
- Hatsukare Renai Debut Sengen como Asahina Kakeru
- Kikou shoujo wa kizutsukanai Facing "Burnt Red" como Raishin Akabane
- Medarot DUAL como Voz alternativa encima de la batalla
- Metal Max 4 Gekkou no Diva como Hinata, Pochi
- Yome kore/Yome Collection como No
- Rakuen Danshi como Hikami Yukito

2014
- Ayakashi Gohan como Uta Inushima'
- ALICE=ALICE como King
- Corpse Party BLOOD DRIVE como Satoshi Mochida
- Shinobi Koi Utsutsu como Garaiya
- Shingeki no Bahamut como Kurt
- Super Heroine Chronicle: Chou Heroine Senki como Claude
- Z/X IGNITION go sekai no rinbu como Asuka Tennoji
- NORN9 LAST ERA como Ichinose Senri
- Norn9 VAR COMMONS como Ichinose Senri
- Pre-Pia: Prince Pia Carrot como Todoroki Arashi
- Prince Pia Carrot como Todoroki Arashi
- -8 como Tonami Otohiko
- Tales of the World: Reve Unitia como Emil Castagnier
- Majo no Nina to Tsuchikure no Senshi como Rent

2015
- JoJo's Bizarre Adventure: Eyes of Heaven como Secco

2017
- Danganronpa V3: Killing Harmony como (Kokichi Ouma).
- Xenoblade Chronicles 2 como (Rex).

2018
- My Hero One's Justice como Dabi

2019
- Kimetsu no Yaiba como (Zenitsu Agatsuma)
- 13 Sentinels: Aegis Rim como (Juro Kurabe)

2020
- Captain Tsubasa Dream Team como Raphael

2021
- Kobayashi-san Chi no Maid Dragon S como Taketo Aida
- Alchemy Stars como Jomu

2022
- Pokémon Masters EX como Victor

2023
- Fire Emblem: Engage como Alear (Protagonista / Avatar Femenino)
- Genshin Impact como Lyney

### Doblaje
- RWBY como Jaune Arc
- Chloe como Michael Stewart
- The Dust Factory como Ryan Flynn
- Harry Potter y el cáliz de fuego como Estudiante
- Hot Wheels: Acceleracers como Nolo Pasaro
- Hannah Montana como Luke (ep 35)
- CSI: Crime Scene Investigation como William (ep 18)
- Without a Trace como Ray (ep 83), Craig (ep 132)
- The Deer Hunter/El francotirador como Chris
- Bones como Clinton Gilmore

## Música
- Como parte del "ESP Club" interpretó el ending del quinto capítulo de Kotoura-san The ESP Club's Theme (ESP研のテーマ; Īesupī Ken no Tēma).[5]
- Ha interpretado el opening Running High de la serie Kabukibu!. Este tema fue, además, el ending del último capítulo.[6]